# Талгарбеков, Бекболот Талгарбекович
Бекболот Талгарбекович Талгарбеков — киргизский государственный деятель.
Родился 03.03.1955 в с. Дон-Алыш Кочкорского района Нарынской области Киргизской ССР.
В 1972—1973 гг. разнорабочий совхоза «Коммунизм» Кочкорского района. В 1979 г. окончил экономический факультет Киргизского государственного университета.
Послужной список:
- 1979—1991 аспирант, младший научный сотрудник, старший научный сотрудник Института экономики АН Киргизской ССР
- 1991 консультант-эксперт Аппарата Президента Кыргызской Республики
- 1991—1992 1-й зам. министра сельского хозяйства КР
- 1993—1996 и. о. министра, 1-й зам. министра, и. о. министра сельского хозяйства КР
- 1996—1997 вице-премьер-министр КР по аграрной политике
- 1997—1998 глава Джалал-Абадской областной администрации
- 1999—2000 советник сектора аграрной политики отдела оргработы Администрации Президента КР
- 2000—2002 зав. сектором аграрной политики отдела оргработы и политики госуправления Администрации Президента КР
- июнь 2002—2004 — руководитель аппарата Премьер-министра КР в ранге министра КР.

Кандидат экономических наук.
Лауреат премии Ленинского комсомола Киргизии по науке-1987 г.
В 2011 г. работал в предвыборном штабе кандидата в президенты КР Камчыбека Ташиева.
С апреля 2016 г. — один из лидеров «Элдик парламент» («Народного Парламента») Кыргызстана
12 мая 2016 года по признакам преступлений, предусмотренных статьями 27-295 (приготовление к насильственному захвату власти) и 27-341 (приготовление к применению насилия в отношении представителя власти) Уголовного кодекса Кыргызской Республики.
В августе 2017 г. Первомайским райсудом г. Бишкека приговорен к 14 годам лишения свободы за «организацию госпереворота». 7.02.2019 Верховный суд КР пересмотрел дело и оправдал его полностью по 295 статье УК КР /госпереворот/, оставив в силе разжигание межрегиональной вражды и вынес приговор — 5 лет л/с. 7 марта 2019 освобожден.
Семья: жена — Шакирова Сымбат Ауесбековна, кандидат педагогических наук, дочь и 2 сына.